# Heinrich Spies (Anglist)
Heinrich Spies (* 6. November 1873 in Bremen; † 28. August 1962 in Traunstein) war ein deutscher Anglist und Hochschullehrer.

## Leben und Wirken
Heinrich Spies studierte Anglistik, Germanistik und Romanistik an den Universitäten München und Göttingen. 1897 promovierte er an der Universität Göttingen bei dem Anglisten Lorenz Morsbach mit einer Dissertation über die Geschichte der englischen Pronomen. 1902 habilitierte er sich an der Universität Berlin bei Alois Brandl mit einer Arbeit über Geoffrey Chaucer und wirkte dort bis 1914 als Privatdozent. Von 1904 bis 1909 lehrte er am Victoria-Lyzeum Berlin, 1906 zunächst nebenamtlich an der Handelshochschule Berlin, im Hauptamt dann ab 1909. Im Jahre 1914 wurde Spies ordentlicher Professor für Englische Philologie an der Universität Greifswald. 1926 kehrte er als Professor an die Handelshochschule Berlin zurück. Von 1946 bis zu seiner Emeritierung 1950 war er Professor an der Humboldt-Universität Berlin.
Spies veröffentlichte außer sprachgeschichtlichen Arbeiten Schriften zur Landeskunde Englands, außerdem während des Ersten Weltkriegs politisch motivierte Veröffentlichungen gegenüber England.

## Veröffentlichungen (Auswahl)
- Studien zur Geschichte des englischen Pronomens im XV. und XVI. Jahrhundert (= Studien zur englischen Philologie, Bd. 1). Niemeyer, Halle/S. 1897 (= Dissertation Universität Göttingen) (Nachdruck: Sändig, Wiesbaden 1973).
- Aus der Tätigkeit des Allgemeinen Deutschen Schulvereins zur Erhaltung des Deutschtums im Auslande in Brasilien. Reimer, Berlin 1902.
- (Hrsg.): Otto Gildemeister / Shakespearedramen. Romeo und Julia, Othello, Lear, Macbeth. Reimer, Berlin 1904.
- Das moderne England. Einführung in das Studium seiner Kultur mit besonderem Hinblick auf einen Aufenthalt im Lande. Trübner, Straßburg 1911.
- England im Spiegel des Auslands. Reimer, Berlin 1911.
- Chaucers religiöse Grundstimmung und die Echtheit der Parsons Tale. Eine textkritische Untersuchung. Niemeyer, Halle/S. 1913.
- Deutschlands Feind! England und die Vorgeschichte des Weltkriegs. Heymann, Berlin 1915.
- Die Engländer als Inselvolk (vom Standpunkt der Gegenwart aus betrachtet). Mittler, Berlin 1916.
- Englands Mannschaftsersatz in Flotte und Heer. Mittler, Berlin 1917.
- Die englische Sprache und das neue England. Prolegomena zu ihren Wegen und Problemen. Beltz, Langensalza 1921.
- Kultur und Sprache im neuen England. Teubner, Leipzig 1925 (2. Aufl. 1928).
- Theaterzensur und Zeitgeist im neuen England. In: Wolfgang Keller (Hrsg.): Probleme der englischen Sprache und Kultur. Festschrift Johannes Hoops zum 60. Geburtstag. Winter, Heidelberg 1925, S. 208–230.
- (Bearb.): Henry L. Mencken / Die amerikanische Sprache. Das Englisch der Vereinigten Staaten. Teubner, Leipzig/Berlin 1927.
- Moral, Sex und Euphemismus im neuesten Englisch. In: Siegfried Korninger (Hrsg.): Studies in English language and literature. Presented to Prof. Dr. Karl Brunner (= Wiener Beiträge zur englischen Philologie, Bd. 65). Braumüller, Wien 1957, S. 200–209.